# Obersaxen
Obersaxen (rm. Sursaissa) – miejscowość w gminie Obersaxen Mundaun we wschodniej Szwajcarii, w kantonie Gryzonia, w regionie Surselva. Położona na wysokości 1281 m n.p.m. Liczy 831 mieszkańców (31 grudnia 2015). Do 31 grudnia 2015 samodzielna gmina, która dzień później została połączona z gminą Mundaun.